# Guglielmo Gustavo di Anhalt-Dessau
Guglielmo Gustavo di Anhalt-Dessau (Dessau, 20 giugno 1699 – Dessau, 16 dicembre 1737) fu un nobile dell'Anhalt-Dessau.

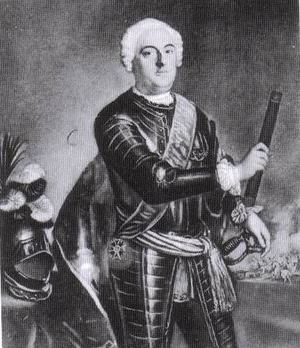
Guglielmo Gustavo di Anhalt-Dessau

Era figlio di Leopoldo I di Anhalt-Dessau, duca di Anhalt-Dessau dal 1660 al 1693, e di Anna Luisa Föhse.
Sposò a Dessau il 14 marzo 1726 la ventenne Giovanna Sofia Herre che gli diede nove figli:
- Guglielmo (15 marzo 1727-Torgau, 3 novembre 1760), conte di Anhalt;
- Leopoldo Ludovico (28 febbraio 1729-28 aprile 1795), che sposò Carolina Elisabetta di Printzen;
- Gustavo (26 maggio 1730-Breslavia, 22 novembre 1757);
- Giovanna Sofia (9 luglio 1731-15 luglio 1786), badessa a Mosigkau;
- Federico (21 maggio 1732-San Pietroburgo, 2 giugno 1794);
- Guglielmina (12 febbraio 1734-4 giugno 1781), che sposò Augusto di Campen;
- Alberto (Kleckewitz, 24 giugno 1735-Dessau, 26 agosto 1802), che sposò Sofia Luisa di Wedel;
- Enrico (4 settembre 1736-14 settembre 1758);
- Leopoldina Anna (26 gennaio 1738-26 settembre 1808), che sposò Giorgio di Pfuhl.

Ebbe inoltre due figli illegittimi dalla sua amante Henriette Marianne Schardius:
- Enrico Guglielmo (4 novembre 1735-12 febbraio 1801), che sposò Carolina Federica di Wedel;
- Carlo Filippo (1734-9 maggio 1806), che sposò Federica Albertina di Wedel.

In quanto primogenito, Guglielmo Gustavo avrebbe dovuto ereditare il titolo paterno ma morì il 16 dicembre 1737, dieci anni prima del padre Leopoldo. Alla morte del duca, avvenuta il 9 aprile 1747, successe l'altro figlio Leopoldo II che a sua volta trasmise il titolo ai suoi discendenti. I figli e i discendneti di Guglielmo Gustavo invece ebbero invece il titolo di conti di Anhalt.

## Ascendenza
|                                      |   |                                | Genitori                              |  |  | Nonni |  |  | Bisnonni                           |  |  | Trisnonni                           |  |
|                                      |   |                                |                                       |  |  |       |  |  | Giovanni Casimiro di Anhalt-Dessau |  |  | Giovanni Giorgio I di Anhalt-Dessau |  |
|                                      |   |                                |                                       |  |  |       |  |  | Giovanni Casimiro di Anhalt-Dessau |  |  | Giovanni Giorgio I di Anhalt-Dessau |  |
|                                      |   | Dorotea del Palatinato-Simmern |                                       |  |  |       |  |  | Giovanni Casimiro di Anhalt-Dessau |  |  |                                     |  |
| Giovanni Giorgio II di Anhalt-Dessau |   |                                |                                       |  |  |       |  |  | Giovanni Casimiro di Anhalt-Dessau |  |  |                                     |  |
|                                      |   | Agnese d'Assia-Kassel          | Maurizio d'Assia-Kassel               |  |  |       |  |  |                                    |  |  |                                     |  |
|                                      |   | Agnese d'Assia-Kassel          | Maurizio d'Assia-Kassel               |  |  |       |  |  |                                    |  |  |                                     |  |
|                                      |   | Agnese d'Assia-Kassel          | Giuliana di Nassau-Dillenburg         |  |  |       |  |  |                                    |  |  |                                     |  |
| Leopoldo I di Anhalt-Dessau          |   | Agnese d'Assia-Kassel          |                                       |  |  |       |  |  |                                    |  |  |                                     |  |
|                                      |   | Federico Enrico d'Orange       | Guglielmo I d'Orange                  |  |  |       |  |  |                                    |  |  |                                     |  |
|                                      |   | Federico Enrico d'Orange       | Guglielmo I d'Orange                  |  |  |       |  |  |                                    |  |  |                                     |  |
|                                      |   | Federico Enrico d'Orange       | Louise de Coligny                     |  |  |       |  |  |                                    |  |  |                                     |  |
| Enrichetta Caterina d'Orange         |   | Federico Enrico d'Orange       |                                       |  |  |       |  |  |                                    |  |  |                                     |  |
|                                      |   | Amalia di Solms-Braunfels      | Giovanni Alberto I di Solms-Braunfels |  |  |       |  |  |                                    |  |  |                                     |  |
|                                      |   | Amalia di Solms-Braunfels      | Giovanni Alberto I di Solms-Braunfels |  |  |       |  |  |                                    |  |  |                                     |  |
|                                      |   | Amalia di Solms-Braunfels      | Agnese di Sayn-Wittgenstein           |  |  |       |  |  |                                    |  |  |                                     |  |
| Guglielmo Gustavo di Anhalt-Dessau   |   | Amalia di Solms-Braunfels      |                                       |  |  |       |  |  |                                    |  |  |                                     |  |
|                                      | … | …                              |                                       |  |  |       |  |  |                                    |  |  |                                     |  |
|                                      | … | …                              |                                       |  |  |       |  |  |                                    |  |  |                                     |  |
|                                      | … | …                              |                                       |  |  |       |  |  |                                    |  |  |                                     |  |
| Rudolf Föhse                         | … |                                |                                       |  |  |       |  |  |                                    |  |  |                                     |  |
|                                      |   | …                              | …                                     |  |  |       |  |  |                                    |  |  |                                     |  |
|                                      |   | …                              | …                                     |  |  |       |  |  |                                    |  |  |                                     |  |
|                                      |   | …                              | …                                     |  |  |       |  |  |                                    |  |  |                                     |  |
| Anna Luisa Föhse                     |   | …                              |                                       |  |  |       |  |  |                                    |  |  |                                     |  |
|                                      |   | …                              | …                                     |  |  |       |  |  |                                    |  |  |                                     |  |
|                                      |   | …                              | …                                     |  |  |       |  |  |                                    |  |  |                                     |  |
|                                      |   | …                              | …                                     |  |  |       |  |  |                                    |  |  |                                     |  |
| Agnese Ohme                          |   | …                              |                                       |  |  |       |  |  |                                    |  |  |                                     |  |
|                                      |   | …                              | …                                     |  |  |       |  |  |                                    |  |  |                                     |  |
|                                      |   | …                              | …                                     |  |  |       |  |  |                                    |  |  |                                     |  |
|                                      |   | …                              | …                                     |  |  |       |  |  |                                    |  |  |                                     |  |
|                                      |   | …                              |                                       |  |  |       |  |  |                                    |  |  |                                     |  |